# Pasvalys
Pasvalys är en stad i Panevėžys län i Litauen. Staden har 7 077 invånare år 2015.